# تفت موسوود (کالیفرنیا)
تفت موسوود (به انگلیسی: Taft Mosswood) یک منطقهٔ مسکونی در ایالات متحده آمریکا است که در شهرستان سن ژواکین، کالیفرنیا واقع شده‌است. تفت موسوود ۱٫۲۵۸ کیلومتر مربع مساحت و ۱٬۵۳۰ نفر جمعیت دارد.